# Piragasto
Piragasto (em latim: Piragastus; em grego: Πειράγαστος; romaniz.: Peirágastos) foi um nobre eslavo do século VI, ativo no contexto das invasões avaras ao Império Bizantino durante o reinado do imperador Maurício (r. 582–602). Aliado do grão-cã ávaro, liderou em 594 uma força montada eslava contra os bizantinos, conseguindo emboscar e causar muitas baixas a um exército liderado pelo general Pedro numa ponto de travessia em algum lugar próximo ao Danúbio. Apesar do sucesso inicial, seus soldados retrocederam após ele ser mortalmente ferido.